# ラブ・バッグ
『ラブ・バッグ』（The Love Bug）は1968年のアメリカ合衆国の映画。
感情を持つフォルクスワーゲンのレーシングビートル「ハービー」がレーサーと共に活躍する姿を描いた作品。ディーン・ジョーンズ主演。
2021年10月27日以降における日本での本作においては、ディズニーの定額制動画配信サービス「Disney+」のインターフェイスにスターが追加される形態で開始した時は、「ディズニー」ブランドと「STAR」ブランド、両方の対象配信となっており、一部のディズニー作品において「STAR」ブランドが配信されるのは、これが初めてである。

## キャスト
| 役名                     | 俳優                     | 日本語吹替 |
| ------------------------ | ------------------------ | ---------- |
| ジム・ダグラス           | ディーン・ジョーンズ     | 富山敬     |
| キャロル・ベネット       | ミシェル・リー           | 一城みゆ希 |
| ピーター・ソーンダイク   | デヴィッド・トムリンソン | 池田勝     |
| テネシー・スタインメッツ | バディ・ハケット         | 青野武     |
| ヘイバー・ショー         | ジョー・フリン           |            |
| トング・ウー             | ベンソン・フォング       |            |
| 探偵                     | ジョー・E・ロス          |            |

## スタッフ
- 監督：ロバート・スティーヴンソン
- 製作：ビル・ウォルシュ
- 原作：ゴードン・ビュフォード
- 脚本：ドン・ダグラディ、ビル・ウォルシュ
- 撮影：エドワード・コールマン
- 編集：コットン・ウォーバートン
- 音楽：ジョージ・ブランス